# プティ・ポン
プティ・ポン(仏 : Petit-Pont)は、フランスのパリ、セーヌ川に架かる橋である。
4区のシテ島と5区のモンテベロ河岸、サン・ミッシェル河岸を結んでいる石造アーチ橋である。

## 交通
- メトロ4号線 サンミッシェル駅Saint-Michel下車

## 隣の橋
（上流）アルシュヴェシェ橋―ドゥブル橋―プティ・ポン―サン・ミッシェル橋―ポンヌフ（下流）